# Shireen Sapiro
Shireen Sapiro (Krugersdorp, 25 gennaio 1991) è una nuotatrice paralimpica sudafricana.
Il 9 aprile 2004 Sapiro rimase gravemente ferita in un incidente di sci nautico che le provocò la paralisi della gamba sinistra.

## Carriera
Dopo il suo incidente, Shireen Sapiro prese parte alle Paralimpiadi estive del 2008 dove vinse la medaglia d'oro nei 100 metri dorso. Si aggiudicò anche una medaglia di bronzo alle Paralimpiadi di Londra 2012 sempre nei 100 metri dorso.
Alle Maccabiadi del 2009 Sapiro è stata nominata portabandiera per la delegazione sudafricana alla cerimonia di apertura. Anche se Sapiro ha generalmente gareggiato in eventi paralimpici, in questa occasione ha preso parte alle competizione aperte ai nuotatori normodotati.

## Pamarès

### Giochi paralimpici
| Anno | Manifestazione                 | Sede    | Evento                     | Risultato | Note |
| ---- | ------------------------------ | ------- | -------------------------- | --------- | ---- |
| 2008 | XIII Giochi paralimpici estivi | Pechino | 100 metri dorso classe S10 | Oro       |      |
| 2012 | XIV Giochi paralimpici estivi  | Londra  | 100 metri dorso classe S10 | Oro       |      |

### Mondiali
| Anno | Manifestazione               | Sede   | Evento                     | Risultato | Note |
| ---- | ---------------------------- | ------ | -------------------------- | --------- | ---- |
| 2006 | Campionati mondiali di nuoto | Durban | 100 metri dorso classe S10 | Bronzo    |      |

### Maccabiadi
| Anno | Manifestazione | Sede     | Evento                             | Risultato | Note |
| ---- | -------------- | -------- | ---------------------------------- | --------- | ---- |
| 2009 | 18ª edizione   | Tel Aviv | Staffetta 4x100 metri stile libero | Argento   |      |
| 2009 | 18ª edizione   | Tel Aviv | Staffetta 4x200 metri stile libero | Bronzo    |      |
| 2009 | 18ª edizione   | Tel Aviv | Staffetta 4x100 metri misto        | Bronzo    |      |